# ألان براون
ألان براون (بالإنجليزية: Allan Brown)‏ (و. 1926 – 2011 م) هو لاعب كرة قدم، ومدرب كرة قدم، من المملكة المتحدة، ولد في اسكتلندا، شارك في كأس العالم 1954، يلعب كمهاجم، ومهاجم داخلي، توفي في بلاكبول، عن عمر يناهز 85 عاماً.

## مسيرته الكروية
لعب ألان براون خلال مسيرته الاحترافية مع 5 أندية في عشرون موسمًا وسجل خلالها 159 هدف ضمن 464 مباراة. ولم يفز بأي موسم بالكأس أو بالدوري.
خاض ألان براون مسيرته مع نادي إيست فيف في موسم 1946–47 ليلعب معه أربعة مواسم، مشاركًا في 52 مباراة سجل خلالها 17 هدفًا. ثم انتقل إلى نادي بلاكبول في موسم 1950–51 ليلعب معه سبعة مواسم، حيث شارك في 163 مباراة سجل خلالها 68 هدفًا. لينتقل بعدها إلى نادي لوتون تاون في موسم 1956–57 ليلعب معه خمسة مواسم، مشاركًا في 151 مباراة سجل خلالها 51 هدفًا. ثم انتقل إلى نادي بورتسموث في موسم 1961–62 ولمدة موسمين، مشاركًا في 60 مباراة سجل خلالها 6 أهداف. هذا وانتقل لاحقًا إلى نادي ويغان أتلتيك في موسم 1963–64 ولمدة موسمين، مشاركًا في 38 مباراة سجل خلالها 17 هدفًا.

## روابط خارجية
- ألان براون على موقع الاتحاد الدولي (مؤرشف)  (الإنجليزية)
- ألان براون على موقع الاتحاد الإسكتلندي (الإنجليزية)
- ألان براون على موقع قاعدة بيانات كرة القدم.إي يو (الإنجليزية)
- ألان براون على موقع ناشيونال فوتبول تيمز (الإنجليزية)
- ألان براون على موقع Soccerbase.com (مدرب) (الإنجليزية)